# نسوية مجيشة

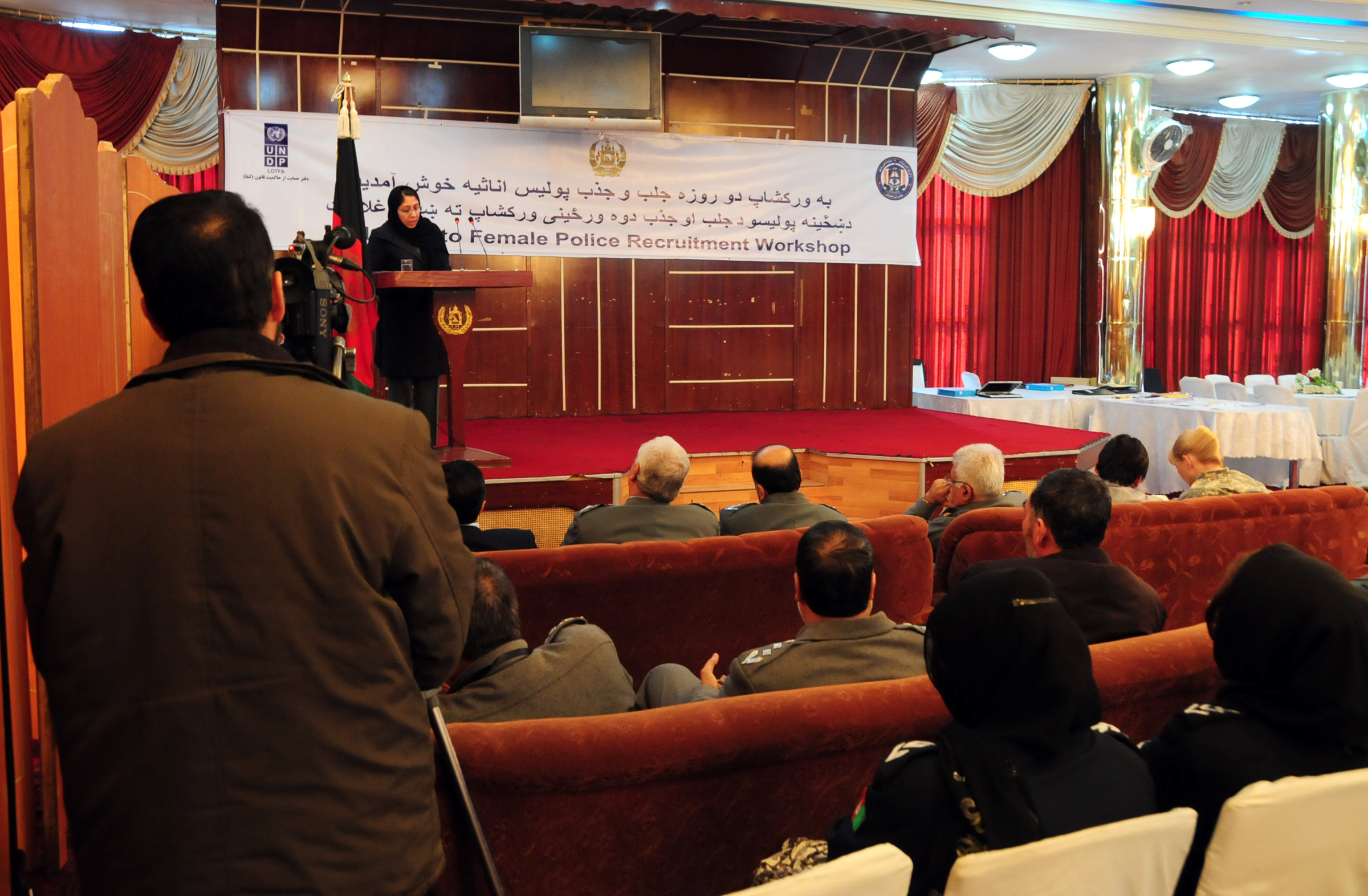

النسوية المجيشة، هي محاولة السلطات الحكومية الرامية إلى إضفاء الشرعية على التدخل في الصراعات، وذلك من خلال اصطفاء الخطابات النسوية واستخدام الناشطات والمجموعات النسوية بغية تحقيق مآربها الخاصة. طُرح هذا المصطلح في إطار التحليلات المتعلقة بالغزو الأمريكي على أفغانستان، لكن يُمكن استخدامه في سياق العديد من الأمثلة التاريخية التي تنطوي على استخدام حقوق المرأة باعتبارها ذريعةً للتدخل الغربي وإضفاء الشرعية عليه.

## المفهوم
طورت الباحثة الكندية في موضوع الجنسانية كريستا هانت الإطار المفاهيمي للنسوية المجيشة بهدف وصف الطبيعة الجنسانية للغزو الأمريكي على أفغانستان في عام 2001، بالإضافة إلى تصوير ممارسات الولايات المتحدة الرامية إلى تبرير الحرب على الإرهاب في نظر العامة. تعرّف هانت هذا المفهوم على أنه «تضمين الخطاب النسوي والناشطات النسويات في إطار المشاريع السياسية الزاعمة بأنها تخدم مصالح المرأة، لكنها تهدف إلى تطويع و/أو تقويض هذا الهدف». صاغت هانت مصطلح النسوية المجيشة بالرجوع إلى نهج «الصحافة المجيشة» أو «الإعلام المجيش» المتبع في وزارة الدفاع الأمريكية، والذي برز في أثناء التغطية الإعلامية لغزو العراق في عام 2003. ألحقت الحكومة الأمريكية مجموعةً من الصحافيين والمصورين الفوتوغرافيين ومصوري الفيديو بالوحدات العسكرية، ومنحتهم إذنًا غير مسبوق بالوصول إلى الخطوط الأمامية في المعارك. أتاحت «الصحافة المجيشة» للعامة الفرصة في إلقاء نظرة حصرية على الوضع في العراق، لكن اعتُبرت هذه الممارسة إشكالية لأنها قد تنطوي على تقويض التقارير المستقلة والترويج لتفضيلات الحكومة.
تختلف النسوية المجيشة التي تُعرف بكونها «العملية بعيدة المدى المتمثلة بالاستيلاء على النسوية وتقويضها من خلال المناشدات الداعية إلى حقوق المرأة» عن ممارسات الاستقطاب البسيطة التي تمارسها السلطات الحكومية، وذلك لأن النسوية المجيشة تذهب إلى ما هو أبعد من الاستحواذ على «معاني المفاهيم الأصلية، لتجعلها متناسبة مع الأولويات السياسية السائدة».

## تداعيات النسوية المجيشة في إطار الكفاح من أجل حقوق المرأة

### أمثلة تاريخية
تزعم هانت غرس المناشدات الداعية إلى تحرير المرأة في المشاريع السياسية لعدة قرون بهدف استقطاب النسويات وخطاباتهن. حللت مجموعة كبيرة من الأدبيات النسوية الأبعاد الجنسانية للمشاريع (ما بعد) الاستعمارية، إذ اقتنعت نسويات بلدان الشمال بالمشاركة بغية «إنقاذ» النساء المضطهدات الأخريات. عادةً ما تفترض روايات الإنقاذ هذه مسبقًا وجود تجانس بين النساء باعتبارهن مجموعةً مضطهدةً كما هو جلي في أعمال شاندرا موهانتي، وتضع هذه الروايات في اعتبارها الطبيعة الشرقية لـ «الرجل الأسمر» الخطير ظاهريًا. يُزعم بأن النسوية المدمجة في مشاريع الدول الإمبريالية الرامية إلى التحديث والتحضر قد ساهمت في ترسيخ الاستعمارية والنظام الأبوي بدلًا من نهوضها بحقوق المرأة. تدّعي النسويات أيضًا استغلال الناشطات النسويات وخطاباتهن في المشاريع القومية. يُقال إن للنسويات خلال عصر جمال عبد الناصر في مصر مثلًا دور مهم في خلق شعور بالتماسك والترابط، وبالتالي فقد ساهمن بصورة مباشرة في تشكيل هوية وطنية في أثناء النضال من أجل الاستقلال وبعده.وعلى الرغم من ذلك، غابت النساء عن الحيز السياسي العام بمجرد نجاح المشروع.

### الحرب على الإرهاب
لطالما أبرز تاريخ الحرب على الإرهاب في جميع مجالات العلاقات الدولية الانضباط من وجهة نظر ذكورية، بالإضافة إلى عرضه لرواية بطل الحرب المفرط في ذكوريته. وبعبارة أخرى، يروي هؤلاء الرجال الذين يشغلون مناصب عليا في السلطة القصة، إذ يصممون على ضرب الأمثلة بخصالهم البطولية التي من شأنها حماية النساء من الأذى والحيول دون تصادمهن مع الصعوبات التي يواجهها العالم. على سبيل المثال، يعتبر الرئيس الأمريكي السابق جورج دبليو بوش اضطهاد النساء بطريقة وحشية بمثابة الهدف الرئيسي للإرهابيين... وهذا هو السبب الذي يدفع هذه الأمة العظيمة بالتعاون مع أصدقائها وحلفائها إلى الاستمرار حتى تقدم جميع الإرهابيين إلى العدالة. تُعتبر صرخة الاستنفار هذه مثالًا دقيقًا على الرواية المثيرة للتساؤلات. تعمل هذه التقاليد العريقة المتمثلة في هزيمة الرجال الأخيار للأشرار وحماية النساء المعنصرات على ترسيخ الحس الوطني وتبرير العنف داخل الوطن وخارجه. وعلى الرغم من ذلك، كيف يمكن للمرء ضرب الأمثلة بـ «الرجال الأشرار»؟ عن طريق الاستعانة بالمنظور الجنساني والنظر إلى الحرب على الإرهاب من زاوية جنسانية، فصرخة الاستنفار البسيطة كتلك أكثر تعقيدًا مما نتصور. ومن الأمثلة على ذلك، يظهر عدم توزان في القوى بين طرفين متعارضين على الساحة، إذ يوجد الرجال والنساء الغربيون الذين يُنظر إليهم على أنهم منقذين من جهة، والنساء الأفغانيات اللواتي يحتجن إلى من ينقذهن من جهة أخرى، لكن ما هو الأثر الذي يتركه أمر كهذا؟ يستحدث عدم التوازن هذا بنيةً اجتماعيةً خفيةً، إذ خلقت الحرب على الإرهاب رجالًا ونساءً مختلفين من حيث العرق والدين والجنسية. أما بعد، يتجاهل المنظور الجنساني بعض العوامل المحددة، إذ يغض النظر عن عدم التوازن في القوى بين النساء الغربيات البيض المتحررات والنساء الأفغانيات المضطهدات. يصبح كل من العرق والجنسية مسألتين جوهريتين حينما يتعلق الأمر بمن يُعتبر أكثر تحررًا خلال أوقات الحرب. يتجاهل المنظور الجنساني الذريعة الاستعمارية التاريخية للغزو، وذلك من خلال الإعلان أن الرجال المعنصرين يشكلون خطرًا على النساء المعنصرات. حللت النسويات صرخة بوش الاستنفارية ليجدن أنه بوش مشابه لجميع الرجال البيض، الذين يعرفون الصواب وينقذون النساء المعنصرات بسبب تصوراتهم الخاصة حول الرجال المعنصرين. يغفل المنظور الجنساني عن المقاومة المعززة لحقوق المرأة، بينما يعتقد الرجال بأنها فرض غربي. يُنظر إلى أي مساعدة تحاول دولة غربية ما تقديمها إلى دولة مضطهدة في حالة الحرب بمثابة فرض غربي، كما لو أن «الغرب يعرف مصلحتهم»، والأمر سيان حتى بالنسبة للأشخاص الذين لا ينتمون إلى هذه الأمة المضطهدة أو لا يعيشون فيها، إذ يعتبرون كل ما يفعله الغرب (حتى تمكين المرأة) بمثابة فرض. يهمل المنظور الجنساني الواقع المبهم والمتمثل بتعرض النساء الغربيات البيض للاضطهاد حتى هذه اللحظة على يد ذات القوى التي تسعى إلى تحرير النساء الأفغانيات. يتغافل المنظور الجنساني أيضًا عن النقطة التي تجمع بين كل هذه العوامل، ألا وهي خلق إستراتيجية فرّق تسد بين النساء تزامنًا مع المبادرة في تعزيز التضامن بين جميع النساء. وبعبارة أخرى، جلّ ما تسعى إليه جميع هذه العوامل هو البحث في العرق والطبقة والجنسية والدين والجنس، لكننا نلاحظ وجود عوامل أخرى غير فاعلة مثل المضي قدمًا بالأجندات السياسية التقليدية والبالية والإشكالية في الوقت الذي تجري فيه مواصلة لعب دور الرجل الخيّر من خلال إخماد القضايا الجوهرية الأخرى. وخلاصة القول إن الجنسانية قد أصبحت موضوعًا خاضعًا للتدقيق الكثيف، لكنها مازالت على قدر كبير من الأهمية حتى في أكثر السيناريوهات تقليديةً، إذ هنالك حاجة ماسة إلى وجود منظور/زاوية جنسانية بهدف معالجة قضية العلاقات الدولية الحقيقية.
بدأت حكومة بوش بالإعراب عن قلقها إزاء وضع النساء تحت ظل نظام حكم طالبان في عام 2001. ترى هانت أن الحكومة قد تذرعت بالنضال من أجل حقوق المرأة وتحريرها باعتباره وسيلةً عقلانيةً لتبرير الغزو على أفغانستان. يُمكن تفسير هذا الوعي الجنساني المتزايد باعتباره جزءًا من إستراتيجية تأطيرية خلطت بين الحرب على الإرهاب والنضال من أجل حقوق المرأة باعتبارها ممثلًا عن حقوق الإنسان العالمية. ترى العديد من النسويات في إنقاذ النساء المضطهدات من طالبان شرعنةً معياريةً فعالةً للغزو الذي حظي بتأييد شعبي واسع النطاق. والأهم من ذلك هو قدرة هذه الاستراتيجية على المواءمة مع الجماعات النسوية التي لطالما كانت من دعاة السلام، بالإضافة إلى قدرتها على كسب موافقة هذه الجماعات والقضاء على إحدى القوى المعارضة الخطيرة بذلك. أُثيرت شكوك إزاء التزام الحكومة في تعزيز حقوق المرأة خلال الحرب، إذ يعود السبب إلى عدم اهتمام الحكومة بهذه القضية قبل أحداث 11 سبتمبر لعام 2001. لم يُعرب سياسيو الولايات المتحدة وأوروبا عن دعمهم الكامل لقضية تحرير المرأة من طالبان بعد وقوع تلك الهجمات الإرهابية. أعلنت مؤسسة الأغلبية المدافعة عن حقوق المرأة (إف. إم. إف.) عن دعمها لسياسات حكومة بوش على الرغم من مواقفها المعهودة الداعمة للمبادئ اللاعنفية، لتُعتبر بذلك واحدةً من أهم المؤسسات النسوية المجيشة علانيةً في الحرب على الإرهاب. رأت هذه المؤسسة في وعي الحكومة المتزايد بشأن القضايا الجنسانية نجاحًا لحملتها «أوقفوا الفصل الجنساني»، إلا أن انخراطها في مشروع بوش السياسي كان محط انتقاد من قبل المنظمات غير الحكومية الأخرى والجماهير العامة، الذين اعتبروا أن للمؤسسة دور في إضفاء الشرعية على الحرب. ترى هانت النسوية المجيشة باعتبارها مفهومًا هادفًا إلى تعزيز قصة الحرب الناشئة التي ابتكرتها حكومة بوش، والمتمثلة بأنه يمكن تحرير النساء الأفغانيات من خلال غزو أفغانستان. خلق هذا المفهوم شرخًا بين الجماعات النسوية التي دعمت الحرب، وتلك التي رفضت التورط في الاستيلاء على الحركة النسوية من أجل الحرب. ظهر انقسام آخر بين النسويات «الغربيات» اللواتي حاولن إنقاذ النساء «الأخريات» من العدو الشرقي من جهة، والنسويات الأفغانيات اللواتي لم يؤمنّ بأن الحرب قادرة على تحريرهن.